# Стерджес, Шеннон
Шеннон Стерджес (англ. Shannon Sturges; род. 3 января 1968[…], Голливуд, Калифорния) — американская телевизионная актриса. Стерджес наиболее известна благодаря своей роли в телесериале «Саванна», где она снималась в 1996—1997 годах.
В 1996 году, на волне успеха сериала «Саванна», Стерджес была поставлена на восемнадцатое место в списке самых красивых людей мира по версии журнала People. Также она известна благодаря своей роли в дневной мыльной опере «Дни нашей жизни», где снималась в 1991—1992 годах, и второстепенным ролям в сериалах «Опять и снова», «Порт Чарльз» и «Страсти». Помимо этого она снялась в нескольких телефильмах, сделанных для канала Lifetime, в двухтысячных.

## Фильмография
- Дни нашей жизни (1991—1992)
- Мистер писатель (1994)
- Примадонна (1995)
- С первого взгляда (1995)
- Саванна (34 эпизода, 1996—1997)
- Торнадо (1996)
- Каторжник 762 (1997)
- Темный дождь (1998)
- Хищники (1999)
- Идеальная жена (2001)
- Порт Чарльз (2002—2003)
- S.W.A.T. Спецназ города Ангелов (2003)
- Страсти (2005)
- Подружка невесты (2006)
- Его забытые жены (2006)